# Bärbel Mayer

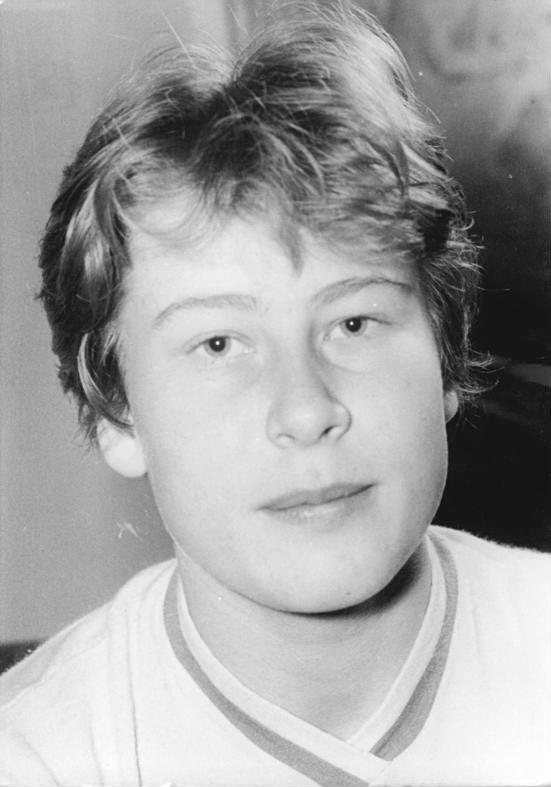
Bärbel Mayer 1956

Barbara („Bärbel“) Mayer, seit 1961 Reinnagel (* 14. März 1935 in Rudolstadt, Thüringen), ist eine deutsche Leichtathletin und Olympiateilnehmerin, die in den 1950er und 1960er Jahren eine erfolgreiche Sprinterin war.
Im Jahr 1956 war sie an fünf Staffel-Weltrekorden beteiligt, 1958 an einem weiteren. Sie nahm an den Olympischen Spielen 1956 sowie den Europameisterschaften 1958 und 1962 teil und startete dort jeweils für die DDR in einer gemeinsamen deutschen Mannschaft. Sie stellte in der Staffel drei weitere DDR-Rekorde auf. 1958, 1959, 1961 und 1962 wurde sie DDR-Meisterin im 400-Meter-Lauf. 1961 heiratete sie den Mittelstreckenläufer Helfried Reinnagel.

## Weltrekorde
- Weltrekord, 4 × 110 Yards: 45,8 s am 29. Juli 1956 in Rostock, DDR-Auswahl: Gisela Henning, Christa Stubnick, Gisela Köhler, Bärbel Mayer
- Weltrekord, 4 × 220 Yards: 1:36,4 min am 29. Juli 1956 in Rostock, DDR-Auswahl: Gisela Henning, Christa Stubnick, Gisela Köhler, Bärbel Mayer
- 4 × 100 Meter (Weltbestleistung, kein offizieller Weltrekord): 45,2 s am 12. August 1956 in Leipzig, DDR-Auswahl: Gisela Henning, Christa Stubnick, Gisela Köhler, Bärbel Mayer
- 4 × 100 Meter: 45,1 s am 30. September 1956 in Dresden, Gesamtdeutsche Auswahl: Erika Fisch (BRD), Christa Stubnick (DDR), Gisela Köhler (DDR), Bärbel Mayer (DDR)
- 4 × 100 Meter: 44,9 s am 1. Dezember 1956 in Melbourne, Deutsche Olympiaauswahl: Maria Sander (BRD), Christa Stubnick (DDR), Gisela Köhler (DDR), Bärbel Mayer (DDR)
- 4 × 110 Yards: 44,8 s am 26. Juli 1958 in Leipzig, DDR-Auswahl: Hannelore Sadau, Gisela Birkemeyer, Christa Stubnick, Bärbel Mayer

## Einsätze bei internationalen Höhepunkten
- 1956, Olympische Spiele: Platz 6 mit der 4-mal-100-Meter-Staffel (47,2 s: Maria Sander, Christa Stubnick, Gisela Köhler, Barbara Mayer)
- 1958, Europameisterschaften
- :Platz 6 mit der 4-mal-100-Meter-Staffel (46,4 s: Brigitte Weinmeister, Hannelore Sadau, Gisela Birkemeyer, Bärbel Mayer)
- :im Vorlauf des 400-Meter-Einzelrennens ausgeschieden
- 1962, Europameisterschaften: im Zwischenlauf des 400-Meter-Einzelrennens ausgeschieden

Bärbel Mayer startete für den SC Dynamo Berlin. Sie hatte ein Wettkampfgewicht von 62 kg bei einer Größe von 1,71 m. 